# Creatinfosfato
Il creatinfosfato (o fosfocreatina, o fosfageno) è una molecola organica formata dall'unione della creatina con un gruppo fosfato.
Tale molecola è presente nei tessuti animali, in particolare nei muscoli, e agisce come accumulatore di energia. Infatti, grazie all'enzima creatinchinasi, essa viene idrolizzata a creatina, con la formazione di ATP sfruttabile per uno sforzo intenso; la reazione è reversibile e, quindi, permette di variare temporaneamente la concentrazione di ATP.
La reazione avviene in assenza di ossigeno e non porta alla sintesi di acido lattico: pertanto, è di tipo anaerobico alattacido.
La reazione CP + ADP → creatina + ATP è detta reazione di Lohmann, dal nome dello scienziato che la scoprì.

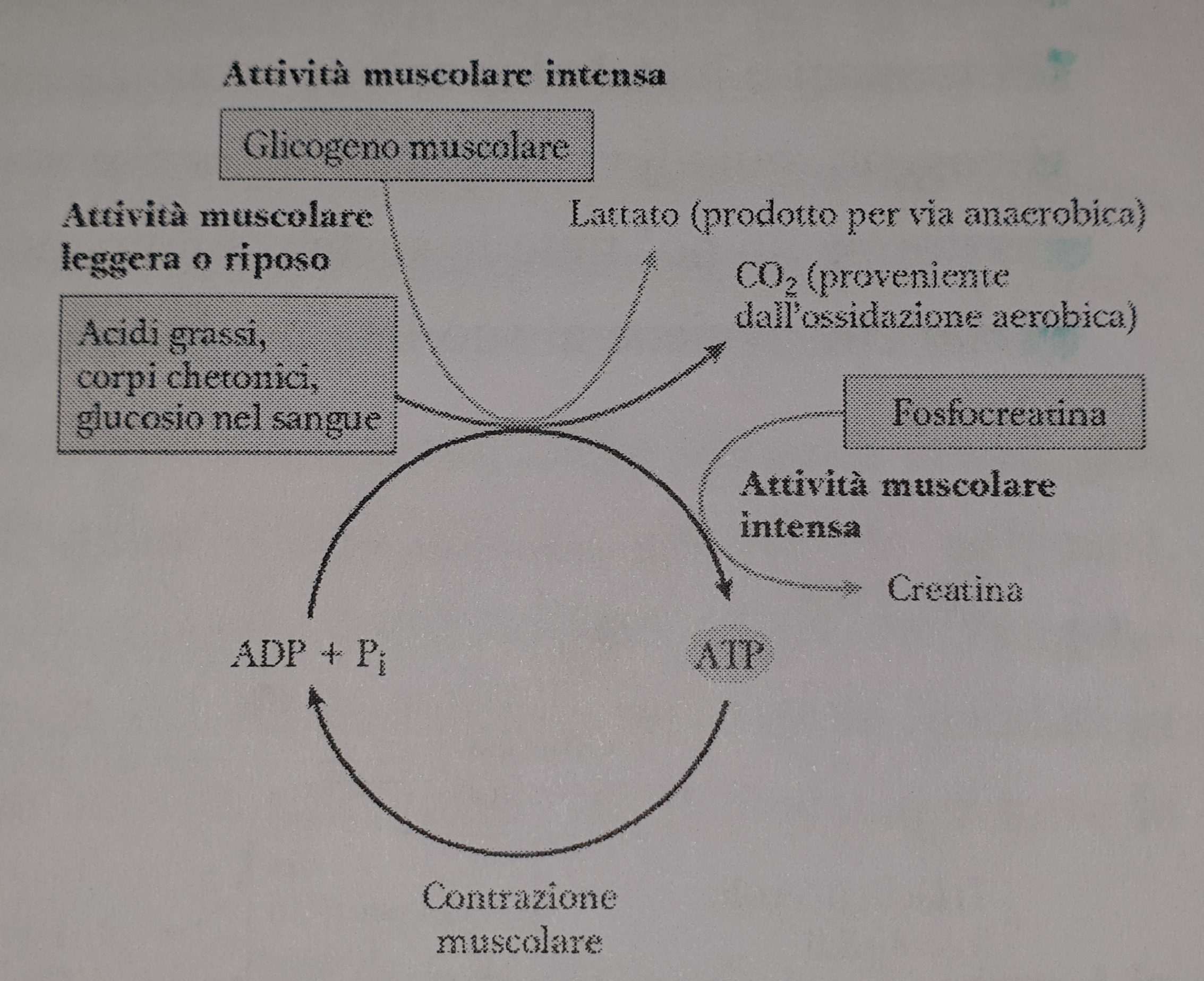
Fosfocreatina nel muscolo

La fosfocreatina ha quindi un ruolo importante nei tessuti che hanno un fabbisogno energetico soggetto a rapide e temporanee fluttuazioni: in particolare, oltre ai muscoli, il cervello.